# Реторомани
Ретороманите са група народи с общ произход.
Живеят в Италия (ладини и фриули, около 740 хил. по данни от 1992 г.) и Швейцария (романши, 60 хил.). В Швейцария са коренно население на най-големия кантон Граубюнден.
В Швейцария ретороманският език - романш е един от 4-те официални езика на страната. Други реторомански езици са ладински и фриулски.
Ретороманите по вероизповедание са католици и протестанти.
Най-известната личност с реторомански произход е американският актьор Джеймс Кавийзъл, на когото Мел Гибсън поверява ролята на Исус Христос в култовия филм на 21 век - Страстите Христови.